# Шарик Михайло Теодорович
Миха́йло Теодорович Ша́рик  (24 жовтня 1901, с. Денисів, Козівський район,  Тернопільська область — 20 жовтня 1979, м. Сент-Катарінс, Канада) — український письменник, громадський діяч, підстаршина летунства УГА і Армії УНР.

## Життєпис
Народився 24 жовтня 1901 року в с. Денисів (нині Тернопільського району , Тернопільська область). 
Записався добровольцем до Української Галицької Армії. З 5 листопада 1918 кулеметник 1-го Подільського полку ім. Симона Петлюри в Тернополі та 1-ї бойової летунської сотні Українського летунського полку УГА від 2 грудня 1918. Пізніше, 1918 — 1920p. — підстаршина летунства УГА і Армії УНР (від листопада 1920 — кулеметник-десятник у м. Одеса).
Після закінчення українсько-більшовицької війни повернувся на рідні терени, став членом УВО. До 1926 року проживав у селі Почапинці.
З 1926 в Канаді, громадський діяч, голова Крайової Управи Українського Національного Об'єднання (1958—1962) і Головної Управи Стрілецької Громади (1971—1972).
Автор спогадів «Діти війни» (1956), «З віддалі 50 літ», «Важкими шляхами Канади» (1969 — 71), збірка поезій «Розсипані перли».
Похований у Сент Кетерінс, Канада.

## Вшанування

Пам'ятник Михайлові Шарику в Денисові

- Пам'ятник у Денисові (1992)
- Вулиця у Почапинцях (2002)

## Праці
З віддалі 50 літ: Боротьба за наше обличчя і волю українського народу. Книга 1 [Архівовано 21 вересня 2013 у Wayback Machine.]